# Bentham (Yorkshire du Nord)
Pour les articles homonymes, voir Bentham.
Bentham est une petite ville et une paroisse civile du Yorkshire du Nord, en Angleterre. Située dans l'ouest du comté, elle est traversée par la Wenning (en), un affluent de la Lune, et se trouve à l'orée de la forêt de Bowland. Au recensement de 2011, elle comptait 3 027 habitants.
Bentham est composé de deux localités distinctes : le village de Low Bentham, plus ancien, et la petite ville de marché de High Bentham.